# Electric arguments
Electric Arguments es el tercer álbum de estudio del músico británico Paul McCartney y del productor Youth bajo el seudónimo The Fireman, publicado por la compañía discográfica One Little Indian Records en 2008.
El álbum fue anunciado el 29 de septiembre de 2008 a través de la web oficial de McCartney, y fue publicado el 24 de noviembre en la página de the Fierman. Supone el primer trabajo de The Fireman atribuido públicamente a McCartney, cuyo nombre figura con el de Youth en la portada del álbum.

## Historia
Grabado en trece días durante casi un año, el álbum supone el primer trabajo de estudio de The Fireman en una década, así como el primero en contener voces, a diferencia del contenido exclusivamente instrumental de Strawberries Oceans Ships Forest y Rushes.
El 5 de julio, McCartney donó el tema «Lifelong Passion» para una cena benéfica de la asociación caritativa Adopt-A-Minefield. El 29 de septiembre, «Nothing Too Much Just Out Of Sight» fue estrenado en el programa de la BBC Radio de Zane Lowe.
El 18 de noviembre, Electric Arguments fue publicado en formato streaming en la página web de National Public Radio para su escucha gratuita. Un día antes, se publicó el tema «Sing the Changes» como sencillo a través del portal iTunes.
Electric Arguments debutó en el puesto 79 en las listas de éxitos británicas y en el puesto 67 en la lista estadounidense Billboard 200, siendo la primera vez que un disco de The Fireman entra en las listas del Reino Unido.

## Recepción
Desde su publicación, Electric Arguments cosechó reseñas positivas por parte de la crítica musical en general. En este aspecto, el presentador de la BBC Radio, Zane Lowe, calificó el álbum de «brillante», mientras que el portal de internet Clash.com describió el álbum como una «asombrosa colección de aventuras eternas que toca los mejores aspectos del sonido actual». Con la publicación de «Nothing Too Much Just Out of Sight», el álbum obtuvo una creciente promoción en estaciones de radio británicas. Por su parte, la revista Uncut nombró a Electric Arguments como el álbum del mes en una crítica con cuatro puntos sobre cinco, mientras que el diario Daily Telegraph definió el álbum como «un placer puramente escuchable con un gran sentido de la espontaneidad y de la imaginación musical». Un mes después de su publicación, Martin Glover hizo públicas varias remezclas de las canciones de Electric Arguments en un espacio dedicado a The Fireman en MySpace.

## Portada y título del álbum
Paul McCartney tomó el título de Electric Arguments del poema «Kansas City to St. Louis», de Allen Ginsberg, en el que describe un viaje por carretera con un «Volkswagen blanco» (conocido popularmente como «escarabajo» y posible referencia a The Beatles) mientras escucha música y mira carteles y señales:

"Michelle", John Lennon & Paul McCartney / wooing the decade / gaps from the 30s returned / Old earth rolling mile after mile patient / The ground / I roll on / the ground / the music soars above / The ground electric arguments / ray over / The ground dotted with signs for Dave's Eat Eat".

## Lista de canciones
Todas las canciones escritas y compuestas por Paul McCartney. 
| Bonus track |                                                     |          |  |
| N.º         | Título                                              | Duración |  |
| 1.          | «Nothing Too Much Just Out of Sight»                | 4:55     |  |
| 2.          | «Two Magpies»                                       | 2:12     |  |
| 3.          | «Sing the Changes»                                  | 3:44     |  |
| 4.          | «Travelling Light»                                  | 5:06     |  |
| 5.          | «Highway»                                           | 4:17     |  |
| 6.          | «Light from Your Lighthouse»                        | 2:31     |  |
| 7.          | «Sun Is Shining»                                    | 5:12     |  |
| 8.          | «Dance 'Til We're High»                             | 3:37     |  |
| 9.          | «Lifelong Passion»                                  | 4:49     |  |
| 10.         | «Is This Love?»                                     | 5:52     |  |
| 11.         | «Lovers in a Dream»                                 | 5:22     |  |
| 12.         | «Universal Here, Everlasting Now»                   | 5:05     |  |
| 13.         | «Don't Stop Running»                                | 10:31    |  |
| 14.         | «Sawain Ambient A cappella» (Bonus track en iTunes) | 4:53     |  |

## Posición en listas
| País              | Lista                   | Posición |
| ----------------- | ----------------------- | -------- |
| Alemania          | Media Control Chart     | 100      |
| Bélgica (Valonia) | Ultratop 200 Albums     | 79       |
| Bélgica (Flandes) | Ultratop 200 Albums     | 66       |
| Estados Unidos    | Billboard 200           | 67       |
| Francia           | SNEP Albums Chart       | 64       |
| Noruega           | Norwegian Top 40 Albums | 39       |
| Países Bajos      | Mega Albums Top 100     | 66       |
| Reino Unido       | UK Albums Chart         | 79       |
| Suecia            | Swedish Albums Chart    | 52       |
| Suiza             | Swiss Music Charts      | 88       |